# Кар'єрний транспорт

Кар’є́рний тра́нспорт (рос. карьерный транспорт, англ. open-pit transport, quarry haulage, quarry transport; нім. Tagebauförderbetrieb m, Tagebauförderung f, Tagebautransport m) — комплекс засобів транспортування гірничої маси при відкритому способі розробки родовищ.
Основними видами кар'єрного транспорту є:
- залізничний
- автомобільний
- конвеєрний
- комбінований.

Рідше використовуються
- канатний
- гідравлічний
- скреперні засоби доставки.

Гірничу масу в кар'єрах також переміщують: скреперами, кар'єрними навантажувачами, бульдозерами, за допомогою гідравлічного транспорту, транспортно-відвальних мостів, потужних розкривних екскаваторів та драглайнів, канатно-підвісних доріг, кабель-кранів та інших спеціальних транспортних засобів.
Найпоширеніші види кар'єрного транспорту — залізничний та автомобільний. Рухомий склад першого складається з локомотивів та саморозвантажувальних вагонів, другого — автосамоскидів, вуглевозів, тягачів з причепами та напівпричепами, тролейвозів, дизельтролейвозів та дизель-електричних самоскидів.
Конвеєрний кар'єрний транспорт є перспективним завдяки безперервності процесу, значній продуктивності установок і можливості транспортування матеріалу на великі відстані при куті нахилу на підйом до 18°.
Конвеєри за призначенням та місцем розташування підрозділяють на вибійні (пересувні), передавальні (напівстаціонарні), підйомні (напівстаціонарні та стаціонарні), магістральні (стаціонарні) і відвальні (пересувні). Вибір виду кар'єрного транспорту визначається головним чином характеристикою вантажу, що транспортується, відстанню транспортування, масштабом перевезень і темпами їх розвитку.

## Класифікація гірничотранспортних систем відкритої розробки родовищ корисних копалин

Наведена у табл. класифікація гірничотранспортних систем передбачає вибір і установлення кількісних залежностей між типами виїмково-навантажувального, транспортного та відвального обладнання, способом розкриття робочих уступів, місцем розташування відвалів порід у кар'єрі, які відповідають виробничій потужності по видобуванню гірської маси протягом всього терміну відробки кар'єрного поля.
Вихідними даними для обґрунтування й дослідження гірничотранспортних систем служать: відомості про родовище корисних копалин, розміри кар'єрного поля і прийнятий режим гірничих робіт. За критерій доцільності тій чи іншої системи приймають найменші витрати на видобування корисної копалини з урахуванням заходів по компенсації за порушення довкілля.
Вибір типу виїмково-навантажувального обладнання базується на міцності гірських порід та їх потужності. М'які породи надто малої потужності розроблюють бульдозерами і скреперами, більшої — одно– і багатоківшевими екскаваторами. За деяких умов для виймання м'яких порід використовують гідромонітори, земснаряди і землечерпалки, а напівскельних і скельних — породорозпушувальні комбайни, дискові, фрезерні та канатні пили. Напівскельні і скельні породи в основному попередньо розпушують механічним або вибуховим способами і розроблюють одноківшевими екскаваторами. Кількість екскаваторів приймають залежно від співвідношення їх експлуатаційної потужності з необхідною потужністю кар'єру по вийманню гірської маси.
Тип транспортних засобів приймають залежно від потужності виїмково-навантажувального обладнання, абразивності гірських порід, ступеня їх подрібнення і розмірів кар'єрного поля. Як правило, у комплексі з одноківшевими екскаваторами експлуатують автосамоскиди та залізничні потяги, з багатоківшевим — стрічкові конвеєри. Останнім часом на залізорудних кар'єрах більш широко з автомобільним і залізничним транспортом використовують стрічкові конвеєри з попереднім подрібненням скельної гірської маси у дробарках. У кар'єрах зі стисненим робочим простором поза конкуренцією виявляється автомобільний транспорт, а на видовжених потужних кар'єрах — залізничний. Галузь застосування гідравлічного транспорту невелика і обмежена м'якими породами. Способи розкриття кар'єрних полів в основному залежать від виду кар'єрного транспорту, а кількість транспортних одиниць — від їх потужності та відстані переміщення гірських порід.
Механізація відвалоутворення порід розкриву базується в основному на типах кар'єрного транспорту. При автомобільному транспорті для складування порід використовують бульдозери, при залізничному — одноківшеві екскаватори. У комплексі з конвеєрами працюють стрічкові відвалоутворювачі. У рідких випадках можуть бути і інші сполучення відзначеного обладнання. Кількість відвальних машин і їх потужність повинні забезпечувати нормальне функціонування транспортних засобів.
Основними елементами гірничотранспортних систем є робочі уступи, виїмкові панелі та заходки, робочі, транспортні і неробочі площадки, розкривні виробки і розрізні траншеї та котловани.
До параметрів систем належать висота і кут робочих уступів, ширина виїмкових заходок і панелей, ширина робочих і транспортних майданчиків, кут укосу робочого борту довжина екскаваторних блоків, видобувного і розкривного фронту робіт, а також кількість робочих уступів, розкривних виробок та транспортних виходів з кар'єру.
Основними показниками системи є висота робочої зони, швидкість посування вибою і фронту робіт, темп поглиблення кар'єру, потужність виймання одиниці довжини або площі фронті робіт, питома вага втрат та засмічення корисних копалин при видобуванні.